# 박규수
박규수(朴珪壽, 1807년 10월 27일~1877년 2월 9일)는 고종 치세 시절에 돈령부 지사 · 경기도 수원부 유수 등을 지낸 조선 시대 말기의 문신이다. 본관은 반남(潘南). 초명은 박규학(朴珪鶴), 자는 환경(桓卿, 瓛卿) 또는 정경(鼎卿), 호는 환재(桓齋, 瓛齋), 헌재(獻齋), 환재거사(瓛齋居士) 등이다.
박지원의 아들인 박종채의 아들이다. 추사 김정희 등과 교류가 깊었고, 제네럴 셔먼호를 격퇴하고 경복궁 재건의 총책임을 맡는 등 흥선대원군으로부터도 그 능력을 인정받았다. 그러나 연암 박지원의 학문 및 사상을 계승하는 이로서 척화론(斥和論)에 반대하고, 청나라에 사신으로 갔다온 후 양무 운동처럼 서양 기술의 선택적 도입과 국제 통상을 주장했다. 김옥균, 홍영식, 박영효, 서재필, 박정양, 윤치호 등 개화파 청년들을 길러냈으며 일본과 강화도 조약이 체결될 때는 위정척사파의 명분론을 반대하고, 막후에서 조정 대신들을 움직여 조약 체결을 이끌었다.
1848년(헌종 14년) 42세 때 증광시에 합격해 출사했다. 당시 세도 정치 하에서 비주류였던 북학파 출신으로 요직과 거리가 멀었지만 1862년(철종 13년) 진주민란을 수습하고 제너럴셔먼호 사건에서 승리하는 등 잇따른 난을 평정한 공으로 크게 승진했다. 사헌부 대사헌과 홍문관 제학을 거쳐 조선 유학의 최고 영예의 하나인 대제학에 올랐고, 이후 이조참판, 형조판서를 거쳐 우의정에 이르렀다. 1876년 강화도 조약 때까지 줄기차게 개화를 주장하면서 흥선대원군 및 척사파들과 계속 갈등을 빚고 실각했다. 1877년 수원부 유수로 재직 중 죽었다. 시호는 문익(文翼)이다. 종묘 고종실에 배향된 종묘배향공신이다.

## 생애

### 생애 초반

#### 출생과 젊은 시절

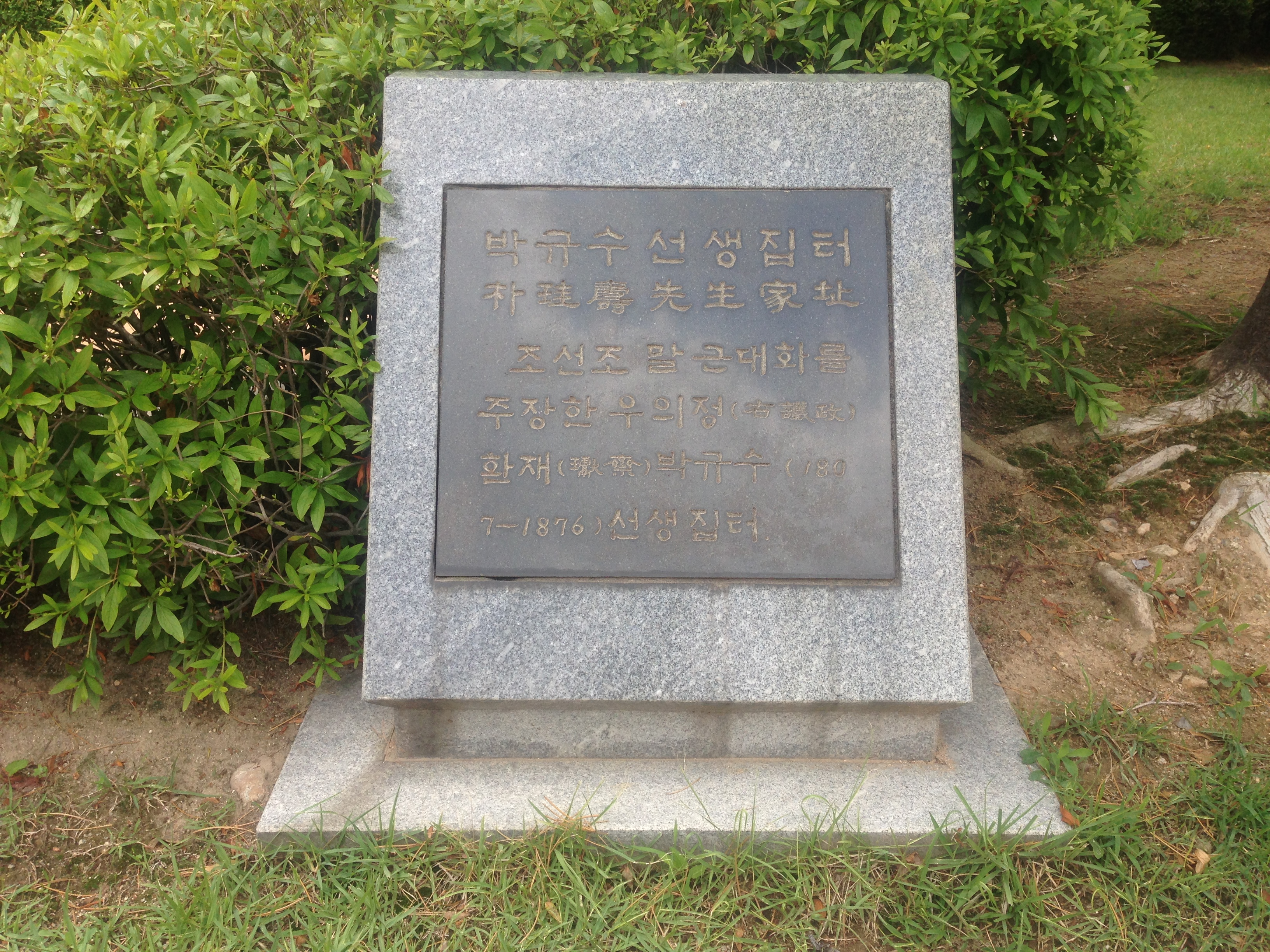
박규수 집터 표석

1807년(순조 7년) 10월 27일 지금의 서울 종로구 계동에서 현감 박종채(朴宗采)와 정5품 통덕랑 류영(柳詠)의 딸인 전주 류씨의 아들로 태어났다. 아버지 박종채는 대과에 급제하지 못해 관직은 현감에 그쳤지만, 잇따른 난을 평정한 아들의 공으로 1863년에 이조참판, 1865년에 이조판서, 그리고 1873년에는 영의정에 거듭 추증됐다.
두 부부는 결혼 후 8년이 지나도록 아이를 갖지 못했었다. 어느날 류씨가 혼수품으로 데려온 학이 앞길을 인도하는 태몽을 꿨고, 아버지는 연암 박지원에게 옥판(玉版)을 선물받는 꿈을 꾸고 임신 사실을 알았다. 정말 어렵게 가진 자식이었다. 태몽 때문에 이름을 규학(珪鶴)이라 했다가 30세에 규수로 개명했다.
대대로 노론이었지만 일찍이 고조부 박필균 때부터 당쟁을 스스로 거부했고, 할아버지 연암 박지원 역시 노론 내의 외척·탕평당으로서, 당시 주류였던 벽파와는 다른 북학파라는 새로운 경향을 창시해 영수(領首)가 됐다. 박규수는 성장 후에도 이런 선대의 사상을 계승해 적극적인 서양문물 도입 및 외국과의 통상강화를 주장했다.
어린 시절부터 풍채가 컸고 논어를 즐겨읽어 연습장에 반복했다. 특히 '효도하는 사람이 임금을 섬길 수 있다. 군자란 남을 공경할 망정 멸시하지는 않는다. 반면 소인배들은 남을 멸시하고 존중할 줄 모른다 (孝民可以爲臣(효민가이위신) / 君子可敬而不可侮(군자가경이불가모) / 小人可侮以不可敬(소인가모이불가경)'는 구절을 좋아했다고 한다.

#### 소년 시절
일곱 살 무렵, 박규수가 외가에 놀러 갔을 때 일화다. 항상 무언가 그리길 좋아했던 그는 땅바닥에 불탑을 그리며 놀았다. 그런 모습을 외종조이자 스승인 류화가 물끄러미 보고 있었다. 류화는 고명한 성리학자였음에도 '선비가 될 놈이 왠 불탑이냐'라는 식으로 면박을 주진 않았다. 대신 그에게 시 한 수를 지어줬다.
| “ | 네가 석탑을 그릴 때 한 층 한 층 높아지듯이 성인군자가 되는 일도 평범한 데서 시작한다. 네게 가르치나니 독서법은 이것이다. | ” |

단계적으로 학문을 이루라는 충고였다. 단순히 말로만 그친 게 아니라 일곱 살짜리 외조카손자가 혹시라도 가르침을 잊을까 시 한 수를 주었다. 학문의 길을 자연스럽게 가르치고자 했던 셈이다. 이렇게 그는 깎아내고 주입식으로 강요하는 교육보다는 물 흐르는 듯한 가르침 속에서 자랐다. 청렴했던 가풍 탓에 어려서는 넉넉치 못해 주로 아버지에게서 글을 배웠다. 가끔 진외종조부 이정리(李正履), 이정관(李正觀)과, 외종조부 류화(柳訸) 등을 찾아가 배우기도 했다.
공부를 잘할 뿐만 아니라 독특하고 폭넓은 견해를 갖게 된 그는 15세의 어린 나이에도 조종영(趙鍾永) 등 명망높은 성리학자들과 나이를 뛰어넘어 친구가 될 만큼 (망년지교, 忘年之交) 학문적으로 성장했다. 18세 무렵에는 할아버지 연암 박지원의 문인들을 찾아다니며 이곳저곳 가르침을 청했는데, 개중에는 당대의 명필이자 화가이며 금석학자였던 김정희도 있었다. 또한 김정희의 스승은 역시 연암 박지원의 문인이었던 실학자 박제가였다. 할아버지의 학연을 활용한 셈이다.
그는 지구가 둥글다는 사실을 배워 알고 있었다. 열여섯 살 때 도봉산 정상에서 하늘을 두고 읊은 시 한 수가 남아있다. 10대 시절의 시집인 <금유시집>에 실린 일부다.
| “ | 세 개의 커다란 환약이 허공에 떠 있구나. 하나(A)는 스스로 빛나서 밝구나. 하나(B)는 덕성이 고요하여 그저 생명을 자라게 할 뿐이구나. 하나(C)는 컴컴하기가 거울과 같아서 빛을 빌려 비추어주네. | ” |

태양(A)·지구(B)·달(C)에 대한 천문학적 통찰을 시로써 정리한 것이다. 요즘 식으로 말하면, '과학탐구 영역'을 공부한 학생이 새로운 지식을 시로 정리하는 것과 유사하다. 시 쓰기를 통해 복습한 셈이다. 또 다른 문집인 <장암시집>에는 지구과학적 지식을 정리한 것도 보인다. "아아! 큰 안목으로 볼 때, 지구를 만져보면 호두 속살 같을 거야"라고 했다.
그를 아는 사람중에는 박규수가 늘 특이한 것에 관심을 둔다며 기인이라 평하기도 했지만, 그의 집안 어른들은 그의 폭넓은 지적 호기심을 나무라기 보다는 오히려 더 북돋아 줬다.

#### 청년기와 은둔 생활
1828년 약관의 박규수는 효명세자(孝明世子)와 친분을 나누며 개화를 논했고, 친구 이상의 관계로 학문과 미래를 토론했다. 주로 《주역》과 나랏일이었다.
후일 익종으로 추존되는 효명세자는 대리청정 2년째에 아직 벼슬도 없던 20세의 박규수를 불러들여 '박규학의 학문은 누구도 따를 수 없으리만큼 출중하다'며 그를 곁에 뒀다. 주역을 신하들 앞에서 진강케 하는 한편, 조부 박지원의 저작을 모두 모으라 명하고, 박규수 자신의 저술도 있으면 같이 올리라 했다. 이때 직접 상고도설(尙古圖說) 80권을 지어 효명세자에게 바쳤다. 효명세자는 이런 그를 몹시 아꼈다.
효명세자는 대리청정 중에 안동 김씨 세도문벌들을 배제하고 처가인 풍양 조씨와 노론내 비주류 및 남인을 중용하는 한편, 이인좌의 난 이후 축출됐던 소론까지 과감히 등용하는 등 개혁군주로서의 싹을 보였다. 박규수는 이런 효명세자의 개혁 가능성에 모든 기대를 걸었다. 그러나 효명세자가 1832년 갑자기 훙거하면서 그의 꿈은 꺾였다. 슬픔과 실망이 너무 컸던 나머지 원래 자신의 자와 호의 '환'(桓: 굳셀 환)이라는 글자를 '환'(瓛: 옥홀 환, 재갈 얼)으로 바꿀 정도였다.
안동 김씨 세도 정치가 계속됐던 데다가 효명세자, 어머니 유씨, 아버지 박종채의 연이은 죽음으로 상심한 그는 20년 칩거에 들어간다. 그는 할아버지 박지원의 저작들을 거듭 읽어 북학 사상을 정교화하고, 할아버지의 제자들을 찾아다니며 가르침을 청했다. 윤종의(尹宗儀), 남병철(南秉哲), 김영작(金永爵) 등 당대 기라성같은 유학자들과도 깊은 교분을 나눠, 후일 홍문관 대제학에 오를 정도의 주자학적 깊이까지 더하게 된다.

### 과거 급제와 관료 생활

#### 관료 생활 초반
1848년(헌종 14년) 42세가 된 그는 문과 증광시(增廣試)에 병과(丙科) 25위로 합격했다. 헌종은 '일찍이 부왕의 사랑을 받던 너를 내가 너무 늦게 알아보았다. 앞으로 크게 쓸 것이니 진력하라'고 했다. 사간원 정언(正言)이 되고 병조정랑을 지냈으며 용강현령(龍岡縣令)으로 외직에 나간 동안 헌종이 사망했다.
1850년(철종 1년) 전라북도 부안현감으로 부임한 그는 대실학자 반계 유형원의 사적지를 찾아 반계수록 등 그의 저서들을 입수해 탐독한 후, 세상을 구할 학문이 쓰이지 못했다며 찬탄했다 한다. 그 해 사헌부 지평으로 궁에 복귀한 뒤 홍문관 수찬이 됐다.
1851년(철종 2년) 사헌부 장령에 임명됐다.
1854년(철종 5년) 승정원 동부승지를 거쳐 그해 경상좌도 암행어사로 민정을 시찰했다.
1855년(철종 6년) 다시 경상좌도 암행어사로 파견됐다. 당시 탐관오리들을 봉고파직한 전말을 기록한 수계(繡啓) 등이 남아있다.
1858년(철종 9년) 황해도 곡산부사로 나갔다.

##### 외교 활동과 자문 작성
1860년(철종 11년) 조부 연암 박지원이 그랬듯, 청나라 사신단에 열하부사(熱河副使)로 임명돼 6개월 간 연경에 다녀왔다. 이 때 그는 처음으로 당시 국제정세의 흐름과 제국주의 침략의 실상을 접했다. 업무 외 시간에는 4년 전 애로우 호 사건 때 영·프 군의 북경, 톈진 점령 직후 함풍제(咸豊帝)의 대응 방식과 그 후 4년 여의 전쟁에 대해 자세히 조사했다. 박규수가 청국에 당도한 때는 4년 전쟁도 끝이 나고 베이징 조약이 체결될 시점이었다. 거인 중국이 불평등 조약으로 홍콩 주룽반도와 연해주를 생으로 뺏기고 외교적 위신이 깎이는 모습을 현장에서 목격하며 심각한 문제인식을 가지게 됐다. 또한 심병성(沈秉成), 왕증(王拯), 풍지기(馮志沂) 등 백여 명의 현지 문인, 학자들과 교류해 견문을 넓혔다.
1861년(철종 12년) 초 귀국 후 성균관 대사성이 됐다. 얼마 후 그는 열하부사로 다시 청나라에 갔다. 제2차 아편 전쟁 직후라 청나라를 통해 격변하는 국제 정세를 살피기 위해 일부러 사행(使行)을 다시 지원했다. 그는 이때부터 1871년 신미양요 때까지 승문원에서 각종 외교 문서들을 작성했다. 영어를 몰랐던 당시 조선 정부였기 때문에 그는 영어를 해석한 중국 문헌들에 기초해서 서양과 외교 문서를 작성했다.
2번에 걸친 양요(洋擾) 때 청나라로 보낸 자문(咨文) 및 미국에 대한 힐문장(詰問)과 통상 요구에 대한 거절 문건을 대부분 그가 만들었고, 강화도 조약 때도 조정 중론을 모으는 것을 넘어, 일본을 상대로 한 외교문서 다수의 자문과 감수, 교열에 참여했다.

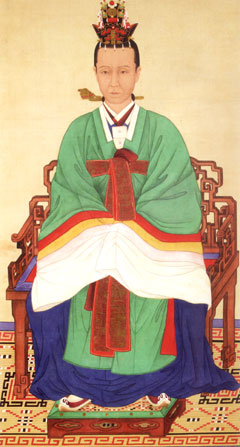
흥선대원군에게 박규수를 천거한 조대비

##### 민란 수습과 출세
1862년(철종 13년) 2월 진주민란(晋州民亂)이 경상우도 일대로 확대되자 안핵사(按覈使)로 나가 사태 수습을 맡았다. 지방관과 지역 향반들의 부패로 인한 백성들의 참상을 보고하고 세금 감면과 구휼을 주청해 성사시켰다. 그는 민란의 원인이 삼정의 문란에 있음을 확인하고, 근본적 해결책을 마련하도록 조정의 중론(衆論)을 모을 특별기구를 건의했다. 그의 헌책으로 음력 5월 26일 삼정이정청이 설치된다. 동년 10월 이조참의로 승진했다.
1863년(고종 즉위년) 12월 승정원 도승지에 임명돼 고종을 측근에서 모시게 됐다. 막 즉위한 고종은 익종(翼宗)의 양자로 입승대통돼 보위에 오를 수 있었는데, 효명세자(익종)의 정비이자 고종의 양어머니가 된 조대비(趙大妃)가 남편의 생전 절친했던 박규수를 흥선대원군에게 천거했다. '박규수는 벼슬길에 오르지 않았을 때도 익종께서 크게 쓰려던 인물이다. 그가 벼슬한 뒤 이제까지 그의 재주를 마음껏 발휘할 자리에 앉아본 적이 없는데, 한 번 써보는 것이 좋겠다'며 간곡히 부탁했다고 한다.
1864년(고종 1년) 병조참판을 거쳐 사헌부대사헌, 홍문관제학, 이조참판을 두루 거쳤다. (모두 요직이었으나 같은 종2품계)
1865년 영건도감제조(營建都監提調)를 겸해 흥선대원군이 착수한 경복궁 중건 작업 실무를 총괄했다.
1865년(고종 2년) 한성부 판윤(정2품)을 거쳐 공조판서 겸 지경연사(知經筵事)에 전임됐다. 경복궁이 완성될 때까지 영건도감 제조직은 계속 겸임했다. 그 뒤 예조판서, 사간원대사간을 거쳐 그 해 8월 돈녕부지사(敦寧府知事)에 올랐다.
1866년(고종 3년) 고위 관리는 반드시 지방 외직을 순환해야 하는 규정에 따라 그 해 음력 2월 평안도 관찰사로 부임했다.

#### 제너럴 셔먼 호 사건(1866년)
1866년(고종 3년) 제너럴셔먼호 사건이 터졌다. 선교사 토마스(한국식 이름 최난헌) 등을 태운 미국 상선 제너럴 셔먼호(The General Sherman)가 조선 정부의 분명한 통상요구 거절에도 허가없이 대동강을 거슬러 올라오자 평양감사 박규수가 공격 명령을 내렸다.
셔먼호는 상선이었으나 무장을 적재한 상태였고 밀물을 타고 강을 거슬러 올라왔지만 곧 조수가 밀려나가면서 모래톱에 좌초됐다. 박규수는 체포조를 구성하는데 상금을 걸었다. 이 때 한 교졸이 곧 자원해 어촌에서 징발한 괴피선 여러 척에 기름먹인 섶을 가득 실어 셔먼호 옆에 붙였다. 그리고 궁수들로 일제히 불화살을 당기게 해 화공했다. 화공이 시작되자 셔먼 호 내부의 인화물질에 옮겨 붙으면서 셔먼 호가 항행 불능에 빠졌다. 미국인들이 다급히 배에서 뛰어내려 도망쳤으나 대개가 사살되고 선장과 선교사 토마스는 평양 부민들에게 맞아죽었다.
조정에 전말이 보고된 후 박규수는 승차(품계가 승진됨)됐고 한낱 지방 아전(중인 계급)에 불과했던 교졸도 정3품 진장(鎭將)에 올랐다. 외세에 대해 민심이 흉흉했던 차에 박규수는 전국적으로 인기를 얻었고 아울러 대원군의 각별한 총애도 얻게 됐다.

#### 개항, 개국론과 갈등

##### 천주교도에 대한 관대한 대우
1866년(고종 3년) 10월 병인박해로 천주교도들이 많이 죽었다. 당시 8천 여 명의 평신도와 프랑스 파리 외방전교회 출신의 선교사 등이 처형된 사건으로, 발단은 러시아의 남하 정책에 위기를 느낀 흥선대원군이 프랑스 선교사들을 통해 한불 동맹을 맺으려다 뜻대로 되지 않자 천주교를 혹세무민에 무군무부의 사상이라며 탄압했기 때문이었다. 박규수는 천주교 박해가 국제 분쟁의 원인이 될 수 있는 데다, 백성이 천주교에 혹하는 것은 결국 가렴주구와 악정 때문이므로 처벌보다는 교화하고 선도하자며 관대한 처분을 상주했다.
전국적으로 혹독한 검거 및 고문 처형이 이어질 때도 그는 구금 정도의 관대한 처벌만 내렸다. 관찰사 때 그의 관내에는 처형자가 없었다. 결국 병인박해가 원인이 돼 병인양요가 터지면서 그의 선견지명이 증명됐다. 그는 민심이반을 막기 위한 방책으로 세금을 감면하고 흉년이 든 농가를 구제하며, 업무 후에도 따로 서실을 열고 선비들을 모아 글을 읽어 평안도 선비들이 과거에 응시해 관직을 얻을 수 있게 애쓰는 등 선정을 베풀었다. 2년 임기 후에도 1869년 4월까지 만 3년 2개월 간 유임됐다.

##### 양무 운동 도입 좌절과 박영효

예문관제학 당시 지은 청나라발 조선의 외교 문서(1871년 5월 27일자)

1871년(고종 8년) 예문관 제학과 홍문관 제학을 겸했고 외교 자문을 직접 청나라에 지어보내 글씨 좋다는 칭찬을 들었다. 이듬해 홍문관 대제학 겸 예문관 대제학이 돼 조선 유학의 종장으로 인정받
.
1872년(고종 9년) 철종의 하나 남은 혈육인 영혜옹주(永惠翁主)의 혼례를 정하게 됐다. 부마자리를 두고 4월 수원부유수 신석희(申錫禧)와 함께 자신의 문하생이자 같은 일족인 박영효를 부마로 추천했다. 조선 왕실은 그의 추천대로 박영효를 부마로 삼아 금릉위의 봉작을 주는 한 편, 고종의 친척 매제 뻘이 된 10살짜리 박영효에게 삼정승의 품계인 상보국숭록대부도 내리고 왕실종친 반열에 올렸다. 고종의 친형인 이재면의 품계보다 높았다.
1872년(고종 9년) 청국 황제 동치제의 혼례식에 진하사(進賀使) 정사(正使)로 서장관 강문형(姜文馨)과 수역(首譯) 오경석(吳慶錫) 등의 사신단을 꾸려 건너갔다. 이 때 그는 전년도 청나라 사신으로 프랑스에 다녀온 삼구통상대신 완안 숭후(完顔崇厚)를 만나 세계 정세를 묻고 아울러 서구의 서적과 무기, 화포, 건축술에 대한 자료도 손에 넣었다. 청나라 조정이 서구 열강에 대항해 자구적 노력의 일환으로 일으킨 양무운동(洋務運動)에 깊은 감명을 받고 귀국 후 개국과 개화의 필요성을 역설했지만, 흥선대원군의 쇄국 정책과 최익현, 김평묵 등 주자학적 명분론의 공격에 막혀 좌절해야 했다.
1873년(고종 10년) 5월 형조판서에 임명됐고 음력 12월에 마침내 우의정에 올랐다. 그 때까지도 그는 흥선대원군에게 개국의 필요성을 여러 차례 역설했으나 채택되지 않았다. 박규수는 어디까지나 조정 중론에 따랐으면서도 당시 일본과의 국교문제에 있어서까지 줄기차게 개국을 주장했다.

##### 대원군과의 갈등과 실각
1873년(고종 10년) 12월 일본이 자신들의 왕정복고와 이에 대한 정식수교 요청을 통고해 왔다. 메이지 유신을 성공시킨 일본은 종전의 서계 격식을 버리고 고종에게 '황'(皇), '칙령'(勅令), '대일본'(大日本) 등의 표현을 써보냈다. 이른바 서계문제(書契問題)로서 조선 정부로서는 적어도 대등한 위치도 아니고 일본이 상국의 위치에서 써보낸 외교 전문에 대해 수리를 거부했다.
조선 정부에서 충격 속에 격론을 벌이는 가운데 그는 "직함(職銜)을 가서(加書)한 것은 저네들 자신 그 나라의 정령(政令)이 일신되어 그 인군의 우상(優賞)을 입은 것을 과시한 것뿐이다. 소위 관작(官爵)을 승진했다는 것인데, 이것이 우리에게 무슨 상관인가? 종래의 격식과 다르다고 하여 이를 힐책하며 받지 않는데, 이것이 일개 통역관의 견해라면 괴이할 것이 없겠지만, 하필 조정 스스로 이를 교계(較計)하려 하는가? 가히 일소에 붙일 일이다." 라며 그냥 형식적인 것이니 연연하지 말자고 주장했다. 흥선대원군을 직접 찾아가 일본이 평화적인 뜻으로 수교하려는 한 대국적 견지에서 서계를 받아들이자고 설득하였으나 역시 거부됐다.
1874년(고종 11년) 9월 영의정 이유원과도 계속 충돌하고 자신의 뜻이 더 이상 통하지 않는 걸 납득하게 된 그는 사퇴했다. 관직에서 물러난 그는 사랑방에 출입하는 젊은 양반자제들에게 박지원의 사상을 강의하기도 하고 중국을 왕래한 사신이나 역관들이 전하는 새로운 사상을 전하기도 했다. 《연암집 燕巖集》, 《해국도지 海國圖志》 등에 대한 강연과 자명종, 시계, 태엽, 기계, 서양화 등을 소개하는 한편, 서양 열강의 무서움 및 중국의 패배와 양무 운동 등 세계의 정세를 전하고 부국강병을 역설했다.
1875년(고종 12년) 5월 조선 정계에서 은퇴한 몸임에도 대원군을 찾아가 '만약 저들(일본)이 포성을 한 번 발사하기에 이르면 이후 받으려 해도 이미 때늦어 나라를 욕되게 할 것'이라며 재차 설득했으나 받아들여 지지 않았다.

#### 강화도 조약 이후
1875년(고종 12년) 9월 일본은 운요 호(운양호)로 강화도를 포격했다. 그와 제자 김홍집, 역관 오경석 등은 다시 한 번 수교를 강력히 촉구하고 설득해 이듬해 2월 강화도 조약을 맺게 됐다. 이후 다수에 의해 매국노로 규탄받고 모함에 시달린 그는 병석에 누웠다. 그의 문인 중 한 사람인 운양 김윤식은 "공(박규수를 지칭)은 늘 천장을 쳐다보며 길게 탄식하며, 윤기(倫紀)가 끊어져 나라도 장차 따라서 망하리니 가련한 우리 생민(生民)이 어찌하여 하늘로부터 저버려져야 하는가라고 했다. 드디어 걱정과 분함 때문에 병석에 누웠다."라고 했다.
1875년(고종 12년) 11월 25일 대왕대비의 가상존호옥책문제술관(加上尊號玉冊文製述官)을 겸했다.
1876년(고종 13년) 1월 건강도 좋지 않았을 뿐더러 칠순을 맞은 그는 치사(은거)를 상주했으나 불허됐고 대신 노신들의 모임인 기로소(耆老所)에 소속돼 궤장(지팡이)과 의자, 안마를 하사받았다.
1876년(고종 13년) 2월 수원부 유수(水原府 留守)에 임명됐으나 건강이 악화돼 가지 못했고, 병세가 차도를 보이던 8월 9일 수원부 유수에 재차 임명돼 수원으로 내려갔다.
1877년(고종 14년) 2월 9일에 임지인 수원부 청사에서 71세를 일기로 사망했다. 고종은 슬퍼하며 '도량과 식견이 고명하고, 문학이 박식해서 내가 의지하고 온 조야(朝野)가 기대하던 사람이다. 근래에 우의정의 벼슬을 벗은 것과 관련하여 특별히 거기에 머물러 살게 한 것은 바로 평시에 정력이 강직하여 잠시 휴식하게 해주면 다시 등용할 날이 있을 것이기 때문이었는데, 어찌 까닭모를 병으로 갑자기 영영 가버릴 줄이야 생각이나 하였겠는가? 내 슬픔과 한탄이야 어찌 그 끝이 있겠는가?'라며 승지를 보내 치제하게 하고, 3년치 녹봉(祿俸)을 부의로 지급했다.

#### 사후

박규수의 문하생들
(왼쪽부터 박영효, 서광범, 서재필, 윤치호 순)

1877년(고종 14년) 경기도 양주군 노원면 하계리(현, 서울특별시 노원구 하계동) 산 20-3번지 현재 서라벌 고등학교 자리에 안장됐다.
1878년(고종 15년) 11월 1일 문익(文翼)의 시호가 내려졌다. 그의 사상과 학문은 김옥균, 박영효, 유길준, 윤웅렬, 김홍집, 윤치호, 홍영식, 서재필 등에게 계승됐다. 그가 죽은 후에도 유대치, 오경석 등이 문하생들의 훈육을 맡았다. 양무 운동 모델의 동도서기를 주장했던 박규수와 달리 제자들은 메이지 유신 모델의 급진적인 개화를 향해 나아간다.
1884년(고종 21년) 10월 그의 제자들인 김옥균, 박영효, 서재필, 유길준 등이 갑신정변에 실패해 대거 일본과 미국으로 망명갔다. 문하생들이 역도들이 되자 이미 사망한 그 역시 관작을 모두 삭탈당했으며, 집은 헐려 공터가 됐다가 1906년 보성중학교 부지가 됐다.
1894년(고종 31년) 청일전쟁에서 승리한 일본을 등에 업고 개화파들이 조정에 복귀해 갑오경장을 실시한 뒤에야 사면복권됐다.
1910년 대한제국 멸망 후 그의 개화 사상과 삶을 소개한 문집이 처음 간행됐다. 연암집 역시 처음으로 정식 간행됐다.
1921년 3월 31일 일제강점기였지만 이왕직(李王職) 등으로 명맥은 유지하던 순종의 명으로 신응조(申應朝), 이돈우(李敦宇), 민영환(閔泳煥) 등과 고종의 묘정에 배향됐다.
1950년 6.25 전쟁 통에 경기도 광주군에 보관 중이던 그의 저서와 유물 상당수가 소실됐다. 개화파들에 대해 해방 이후에도 평가가 좋지 않아 같이 잊혀져 가는 듯했던 그의 사상은 1970년 대가 돼서야 국사편찬위원회를 통해 한글로 번역됐고, 70년대 중반부터 일본 덴리대학교 조선학회에서도 그의 저서와 사상 등에 대한 본격적인 연구가 진행됐다.

## 사상과 신념
그의 개화 사상은 실학 사상의 근대지향적 측면을 내재적으로 계승한 위에 외발적 요인이 작용해 촉발된 것으로, 선대의 북학파 학자들이 주장한 이용후생(利用厚生)이었다. 두 차례에 걸친 연행을 통하여 세계 정세를 파악하고 서구에 보다 우수한 문명이 있음을 인정, 좋은 것은 과감하게 수용하자는 의견을 개진하게 됐다. 중국의 개화파 관리들과 접촉하면서 개화의 필요성을 절감하고 개항을 역설했다.

### 개항, 개국론
그는 서양사정에 밝아 신문물의 수입과 문호개방을 주장했다. 그는 개항을 통해 서구의 선진 문물을 받아들여야 한다고 보았다. 그는 할아버지 박지원의 사상을 후대의 개화파에게 전달하여 북학파의 개혁, 실용주의 학문을 가르쳤다. 그는 현실에 유용하게 쓰이지 못하는 학문은 죽은 학문이라 했다.
그의 개국론은 그가 운양호 사건 직전 '일본이 수호를 운운하면서 병선을 이끌고 온 것은 이해하기 어렵다. 그러나 수호의 사신이라 하니 우리가 먼저 선공해서는 안 된다. 그러나 만일 의외의 일이 있을 것 같으면 무력을 행사하지 않을 수 없다.'고 한 것처럼 유사시 무력 충돌도 불사한다는 자주적 개국으로, 무력적 굴복에 따른 타율적 개국은 아니었던 것이다. 그러나 그의 개국론은 일본에 굴복하는 것처럼 곡해됐다.
그는 척화론을 공리공담과 불필요한 체면으로 규정했다. 할아버지 박지원의 사상을 계승하여 최익현, 김평묵 등의 주자학적 명분론에 입각한 척화론(斥和論)을 헛된 명분론으로 규정, 반대·비판했다. 그는 적극적인 서양문물의 도입 및 외국과의 통상강화를 주장했고, 북학파의 사상을 개화파에게 전수했다. 정계에서 은퇴한 후 개화파 청년들을 지도하여 김옥균, 박영효, 서재필, 윤치호, 박정양, 이상재 등에게 영향을 주었다.

### 쇄국 정책에 대해
개항파로 알려진 박규수의 행적에 대해서는 논란의 여지가 있다. 성균관 대학교 한국한문학과 김명호 교수에 따르면, 그가 척사론자들과 마찬가지로 대원군의 양이 정책에 동조했으며 다만 교섭 여지를 주어 서양을 중화문명에 귀의시키려 했을 뿐이란 것이다.
제너럴 셔먼 호를 불태우던 1866년 박규수는 강경한 척화파처럼 보인다. 이어 셰난도어호 내항 때에도 그가 미국·중국 등에 직접 지어 보낸 각종 문서는 어디까지나 정부 측의 강경한 입장 내지 힐문장들이었다. 1871년 신미양요 때에도 미국과의 교전을 주장하고 이를 관철했다.
김명호 교수에 의하면 “박규수가 양이를 주장하는 이항로의 상소를 칭찬했으며 서양 오랑캐와 화친 불허 등을 담은 대원군의 양이책을 전폭 지지했다”며 박규수를 대표적인 주화론자나 개국을 구상한 인물로 보기는 어렵다는 견해를 밝혔다. 그는 “신미양요 시기에 박규수가 대미수교를 원했다는 종래의 논의는 단편적인 자료를 통해 확대해석한 결과”라고 주장했다.
한편 제너럴 셔먼 호에 승선했다가 살해된 토마스 선교사가 대동강을 거슬러온 것이 박규수의 초청 때문이었다는 설에 대해서도 김명호 교수는 이를 부정했다. 토마스 목사가 베이징에서 박규수를 만나 선교활동의 지지와 후원 약속을 받았다는 설은 전혀 사실 무근으로, 셔먼호 사건을 전후해 박규수는 베이징에 간 사실이 없다는 것이다.

### 위선적인 도덕관에 대한 비판
북학파들의 문제 인식 속에는 양반 사회의 모순이 늘 자리잡고 있었다. 박규수 역시 사대부들의 도덕과 명분론이 허울이며 위선임을 지적했다. 선대의 선비들이 현실 정치나 벼슬길을 멀리했던 것은 도덕적 문제가 아니라 단지 자기 자신을 위해서라는 것이다. 다음은 벼슬길에 출사한 후 친지에게 보낸 편지 중 일부다.
| “ | 대저 선배들이 벼슬길을 멀리한 것은 그들이 청렴결백한 때문은 아니라 봅니다...(인용문)...중고 시대의 사대부들은 실은 꿋꿋한 절개를 숭상한 것이 아니라 아마도 이해득실에 밝았던 분들일 것이외다. 자기 총명과 기력을 낭비할까봐, 아니면 어차피 견제 때문에 배운 바를 발휘하기 어려우니까, 혹은 염치불구하고 봐도 뜯어먹을만한 것이 없었던지요. 선대의 옛사람들도 우리같은 인간일 뿐, 행장이나 전기문에서 지나치게 그들을 정의롭고 도덕적 존재인 것처럼 미화했을 따름입니다. | ” |

공부가 완숙해질대로 완숙해진 42세 이후의 출사길이니까 젊은 혈기로 한 말은 아니다. 그를 비롯한 북학파들의 작품이나 언급에서 나타나는 조선 사회 모순의 핵심은 양반들이었고 그들의 위선과 아집이 역사적 발전을 막았기 때문에 오늘의 문제가 계속된다는 공통적인 문제의식이 있었다.

### 합리적인 외교론
외교관계에 있어서 도의적인 것과 감정 보다는 실리를 찾을 수 있는 것이 외교의 기본이라 주장했다. 이에 따라 위정척사파의 맹목적인 폐쇄론에 저항하고 서구의 문물을 받아들이는 한편 외국의 주장이 합당하다면 이를 무조건 배척할 것이 아니라 어느정도 수용해야 됨을 역설했다. 외국의 주장을 수용하는 한편 타협을 통해서 절충안을 찾자고 주장했다.
일본과 병자수호조약이 체결될 때는 막후에서 반대파를 설득하여 조약 체결에 결정적으로 공헌했다. 그는 중요한 것은 호칭 문제가 아니라며 실질적으로 조선이 획득할 수 있는 이익을 찾아야 함을 역설했다. 1875년(고종 13년) 운요호 사건으로 일본이 수교를 요구하자 최익현(崔益鉉) 등의 강력한 척화 주장을 물리치고 강화도 조약을 맺게 했다. 그 뒤 그는 척사파로부터 온갖 인신공격에 시달리게 된다.

### 동도서기론
그의 제자들이 메이지 유신식 개화를 주장했기 때문에 그도 같은 입장으로 오해되는 경우가 많으나, 실상 그는 청나라의 동도서기론을 주장했다. 어디까지나 양무 운동 모델을 따른 것이다. 그는 서양법(西洋法)에 대한 동양 학문과 도덕성의 우월함을 확신했던 유학자로, 북학파 사상의 연장선상에서의 개국통상론이었다. 그의 제자들은 각자 스승인 박규수의 사상을 시대적 상황에 맞게 실천한 것 뿐이다. 서양의 물질 문명은 역시 우수하나 아편 전쟁이나 포함 외교 등을 미뤄봤을 때 분명 서양의 것을 답습해선 안된다는 인식이 있었다. 동양의 정신을 지키면 서양 역시 배울 점이 있고 개선될 점이 있을 것이라는 견해였다.

### 사대부와 백성
박규수는 백성이 있은 뒤에야 사대부가 있다고 했다. 그리고 사대부가 백성의 윗사람이 아니라 백성들을 위해 일하는 것이 그 직분이라 가르쳤다. 이를 실천에 옮기기도 했다. 다음은 그 일화다.
그의 집안은 고조부 대에까지는 한성부의 벌열가문이었지만 조부 박지원의 대부터는 재산이 없었다. 그의 처지를 안타깝게 여긴 문하생인 생원인 주씨(周氏)가 박규수 모르게 논 80석을 사뒀다. 그런데 신씨(申氏) 성을 가진 시골 노인이 찾아와 '연전에 사기를 당해 대감댁 땅을 모르고 샀으니 이를 어찌하면 좋으냐'고 했다. 박규수는 주 생원을 불러 땅 문서를 신씨 노인에게 주라 했다. 주생원이 후생들을 위해 그러지 말라고 애걸하였으나 박규수는 '백성이 있고 사대부가 있는 법'이라며 끝내 노인에게 주게 했다.

## 기타

### 유길준 가문과의 악연
연암 박지원과 유길준의 5대조 유한준은 당대 쌍벽을 이루던 문장가들로 본래 문우(文友)이자 친구였는데, 연암 박지원이 유한준의 글을 풍자한 데서 감정싸움이 오가다가 이런저런 일이 있어 둘은 끝내 원수가 됐다. 싸움은 대를 이어 후일 박지원의 아들 박종채가 과정록에서 유한준을 깎아 내렸다.
| “ | 유한준은 아버지(박지원을 말함)가 자신의 글을 포폄한 편지로 인해 아버지에게 앙심을 품게 됐다. 아버지가 중년 이래 비방을 받은 것은 모두 이 사람이 뒤에서 조종하고 사주한 것이었다. 당시 경주 김가가 권세를 잡고 있었는데 아버지는 본디 이들과 사이가 안 좋았으므로 유한준은 이때를 틈타서 아버지를 해치려 했던 것이다. 아아, 이 얼마나 음험한 자인가! 이 자는 우리 집안 백세(百世)의 원수이다. | ” |
|   | — 과정록 중에서 |   |

저암 유한준과 연암 박지원은 집안끼리 친분이 있었고 연배도 비슷해 젊은 시절부터 절친한 사이였다. 그런데 연암 박지원이 유한준에게 '글이 너무 기교에 치우쳤다'고 여러 차례 혹평했다. 그러자 저암은 연암에게 '오랑캐의 연호를 쓴 글(虜號之稿)을 쓴다'라며 몰아붙였다. 결정적으로 선산 이장 문제가 불거지면서 원수가 되는데, 연암이 조부 박필균과 친부 박사유의 묘를 이장코자 한 곳이 마침 기계 유씨 선산 근처였었다. 유한준은 이를 반대하다가 막을 방법이 없자, 원래 집안의 정자가 있던 곳이라며 어린 나이(15세)에 죽은 자기 손자를 박필균 묘 위에 매장해 법률로 다투게 됐다. 이에 박종채는 유한준의 집안을 일컬어 '백세의 원수'로 규정한 것이었고, 이에 유한준의 아들 유만주도 연암을 '매우 잡스러운 인간'이었다라고 받아치는 등 감정의 골은 돌이킬 수 없게 됐었다.
1871년 홍문관 제학 박규수는 향시에서 장원으로 뽑힌 시 한 수를 읽고는 장원급제자를 호출했다. 그가 당시 16세의 유길준으로 바로 유한준의 5대손이었다. 그러자 유길준의 아버지 유진수가 '어떻게 원수같은 자를 찾아간다는 말이냐'며 완강히 반대했다. 그러나 홍문관 제학으로 유길준을 만난 박규수가 먼저 손을 내밀어 그를 거듭 칭찬하고는, '너희 집과 우리 집이 지난날 사소한 문제로 불화했으나 이제부터 옛날처럼 다시 화목하게 지낼 수 있다면 어른들이 풀지 못하셨던 감정을 우리가 풀어드리는 셈이 되는게 아니겠냐'며 감개무량해했다. 또한 힘써 공부할 것을 당부하고 구원(舊怨)을 잊고 자주 찾아오라며 은근하게 대했다. 그의 인품에 감복한 유길준은 그 때부터 박규수를 스승으로 예우하고 배웠으며 개화파로서 평탄하지만은 않은 삶을 관철했다.

### 학문 연구와 교유
할아버지 박지원을 비롯하여, 유형원, 박제가, 이익, 정약용, 서유구, 김매순(金邁淳), 조종영, 홍석주(洪奭周), 윤정현(尹定鉉) 등을 선배로서 사숙했고, 문우로서 남병철, 김영작, 김상현(金尙鉉), 신응조(申應朝), 윤종의, 신석우(申錫愚) 등과 주로 교유했다.
그의 학풍은 제자의 한 사람인 김윤식(金允植)의 지적에의 하면 "크게는 체국경야(體國經野)의 제(制)로부터 작게는 금석(金石)·고고(考古)·의기(儀器)·잡복(雜服) 등의 일까지 연구하여 정확하고 실사구시(實事求是)하지 않는 바가 없고, 규모가 굉대하고 종리(綜理)가 미세 정밀"했다 한다.
박지원의 손자로서 인맥으로도 북학파에 직결되는 그가 사숙한 선배 중에는 박지원, 박제가 등 노론북학파 외에도 남인인 정약용(丁若鏞), 서유구(徐有榘), 북인인 유형원, 윤휴 등의 학문도 폭넓게 사숙했다. 다양한 선배 학자들의 학문을 사숙하였던 탓에 어떤 특정한 사상만이 정답은 아니라는 결론을 내리게 된다. 또한 소론인 유수원의 학문에도 관심을 갖기도 했다.
백의정승 유대치, 중인 출신 외교관 오경석 등과는 신분을 초월하여 친구로 사귀었고, 승려 이동인은 사상을 떠나 친구로 지냈다. 박규수는 사람은 신분이나 지위로 평가할 것이 아니라 그 사람의 됨됨이를 보고 평가해야 된다고 했다. 박규수는 자신의 문하에서 김옥균, 박영효, 박정양, 서재필, 김윤식, 김홍집, 유길준, 어윤중, 윤웅렬 등의 제자, 문인들을 길러냈다.

### 작품 활동과 지도 제작

평혼의 봉투

그림도 좋아해 수백 여 편의 그림과 글씨를 남겼다고 하나 6.25 전쟁 때 작품들이 대부분 소실됐다. 앞에서 기술했듯 그의 글씨는 청나라 고관대작들의 칭찬을 받기도 했었다.
고전 읽기와 공부 방법을 흥미롭게 엮은 '상고도회문의례' 16권을 지었고, 그가 직접 제작한 지구본 설계도 평혼의(平渾儀)와 천문지도 간평의(簡平儀)의 종이 제작본 등이 현재 전한다.
문인화와 수묵화 외에도 또한 경기도 지도인 동진방략(東津方略)을 그렸고, 평안도 전도를 그리기도 했다. 청나라의 세계지도와 천문도 등 여러 문헌을 참고해 세계 지도인 혼평의(渾平義)와 천문도, 간평의(簡平義) 등 천문지도를 제작했다.
박규수의 해시계이자 천문도인 '간평의(簡平儀)의 종이 제작본은 2006년 5월 실학박물관 기공식 때 공개됐다.

## 가족 관계
- 부인 : 연안 이씨(이준수의 딸)
  - 아들 : 박제응(朴齊應)
    - 손자 : 박하양(朴夏陽)
    - 손자 : 박희양(朴羲陽)

## 저작

### 저서

환재문집 (1913년 인쇄 영인본)

- 환재집(瓛齋集)
- 환재직계(瓛齋織啓)
- 환재수계 (瓛齋繡啓)
- 편저 거가잡복고 (居家雜服攷)
- 상고도회문의례(尙古圖會文儀例)
- 금유시초(錦㽔詩鈔)
- 장암문고(莊菴文稿)
- 환재유고(瓛齋遺稿)
- 1848 벽위신편평어「闢衛新編評語」[26]

### 시집
- 금유시집(錦㽔詩集)
- 장암시집(莊菴詩集)
- 금유지림(錦㽔志林)

### 작품
- 천문도
- 혼평의(渾平義), 세계지도
- 간평의(簡平義), 천문지도
- 동진방략(東津方略), 경기도 지도

## 같이 보기
- 위정 척사 운동
- 북학파
- 노론
- 열하일기
- 수빈 박씨

## 사건
- 강화도 조약
- 신미양요
- 병인양요
- 신미양요
- 제너럴 셔먼 호 사건
- 갑신정변
- 북학의

## 관련 인물
| - 박지원 - 박제가 - 홍대용 - 박명원 - 박준원 - 박종경 - 박종채 - 김종수 - 김정희 - 유대치 - 오경석 - 김윤식 - 효명세자 - 조대비 - 이덕무 - 명성황후 | - 이동인 - 안경수 - 김옥균 - 김홍집 - 정약용 - 김이교 - 민규식 - 박필균 - 홍영식 - 이건창 - 박영효 - 박제가 - 어윤중 - 오세창 - 유길준 - 이상재 | - 황현 - 흥선대원군 - 민영익 - 박영교 - 박원양 - 박중양 - 박제순 - 서재필 - 서광범 - 김옥균 - 윤웅렬 - 윤치호 - 박정양 - 해리 파크스 - 이시영 - 홍순목 |

## 박규수를 연기한 배우
- 박영목 - 1982년 (풍운) KBS1 텔레비전 드라마
- 남영진 - 1990년 (대원군) MBC 텔레비전 드라마
- 박병호 - 1995년 (찬란한 여명) KBS1 텔레비전 드라마
- 허현호 - 2001년 (명성황후) KBS2 텔레비전 드라마

## 참고 자료
- 이 문서에는 다음커뮤니케이션(현 카카오)에서 GFDL 또는 CC-SA 라이선스로 배포한 글로벌 세계대백과사전의 "국제무대에의 진출" 항목을 기초로 작성된 글이 포함되어 있습니다.
- 박은식, 《한국통사》
- 황현, 《매천야록》 (정동호 역, 일문서적, 2011)
- 김영호, 〈실학과 개화사상의 연구문제〉,《한국사 연구 8》(한국사연구회, 1972)
- 이완재, 〈박규수의 생애와 사상〉,《사학논지 3》 (사학논지, 1975)
- 김영호, 〈개화사상의 형성과 그 성격〉, 국사편찬위원회, 《한국사 16》 (국사편찬위원회, 1975)
- 김의환, 〈瓛齋先生集〉, 일본 덴리대학교 조선학회, 《朝鮮學報 86》 (덴리대학교 조선학회, 1978)
- 김명호, 《환재 박규수 연구》 (창작과 비평사, 2008)